# Florian Hrebnicki
Florian Hrebnicki (ur. w 1683 roku – zm. 18 lipca 1762 roku w Struniu), duchowny greckokatolicki, sufragan witebski (1716-1719), arcybiskup połocki, metropolita kijowski (od 1748).

## Życiorys
Pochodził z rodu Hrebnickich, herbu Ostoja. Urodził się jako jeden z trzech synów Michała Kazimierza Doktorowicza-Hrebnickiego, pana na Obolu i skarbnika połockiego, elektora króla Jana III. Na chrzcie otrzymał imię Franciszek. W 1699 r. wstąpił do zakonu bazylianów, przyjmując imię Florian. Studiował w Alumnacie Papieskim w Wilnie. W r. 1707 otrzymał tytuł magistra filozofii, a w 1710 – doktora teologii. Do 1712 r. wykładał filozofię w bazyliańskiej szkole przy klasztorze w Żyrowicach, a następnie retorykę w Połocku. Przełożony bazylianów w Witebsku, ihumen klasztoru Świętej Trójcy w Wilnie. 
Od 1716 r. – unicki biskup witebski, a następnie – arcybiskup połocki. Uczestniczył w synodzie zamojskim (1720), którego postanowienia podpisał jako czwarty w kolejności hierarcha.
W l. 1727-1730 przebywał w Rzymie, gdzie poznał kardynała Lambertiniego, który zostawszy papieżem Benedyktem XIV w 1740 r., mianował Hrebnickiego Asystentem Tronu Papieskiego.
Po śmierci Atanazego Szeptyckiego nominację królewską na urząd metropolity otrzymał Teodozy Lubieniecki, jednak nuncjusz apostolski mianował administratorem kijowskim abp. Hrebnickiego, który został wybrany metropolitą w 1747 r. Dzięki poparciu kard. Albaniego wybór ten król zatwierdził w 1748 r. (po wcześniejszej rezygnacji Lubienieckiego).
Arcybiskup Florian Hrebnicki dbał o rozwój klasztorów bazyliańskich. Opiekun kleru i świątyń unickich, fundator licznych murowanych świątyń w archieparchii połockiej. Przekazał fundusze na przebudowę soboru św. Zofii w Połocku w stylu baroku wileńskiego. 
Starał się zapobiec przechodzeniu unitów na obrządek łaciński. W tym celu zabiegał o stosowny dekret Stolicy Apostolskiej, jednak postawa duchowieństwa rzymskokatolickiego i władz Rzeczypospolitej spowodowała, że do wydania dokumentu nie doszło.
Walczył również o swobody religijne dla unitów w Imperium Rosyjskim.
Po śmierci biskupa mścisławskiiego, mohylewskiego i orszańskiego (białoruskiego) Hieronima w 1754 r. abp Hrebnicki z poparciem papieża Benedykta XIV i z użyciem falsyfikatu przywileju Zygmunta III Wazy podjął energiczne działania na rzecz włączenia jedynej wówczas administratury prawosławnej w Rzeczypospolitej do Kościoła unickiego. Usiłowania te zostały odrzucone przez Augusta III pod naciskiem carycy Elżbiety i jej posła w Warszawie. W porozumieniu między stroną rosyjską a Rzecząpospolitą nowym ordynariuszem białoruskim został w 1755 r. Jerzy (Konisski).
Metropolita Hrebnicki zmarł w Struniu, w rezydencji arcybiskupów połockich, zbudowanej na jego polecenie według projektu Jana Krzysztofa Glaubitza. Został pochowany katedrze połockiej.